# کارگات
شهر کارگات (به روسی: Каргат) در کشور روسیه و در استان نووسیبیرسک واقع شده‌است.